# Fußball-Weltmeisterschaft 2018/Schweiz
Dieser Artikel behandelt die Schweizer Fussballnationalmannschaft bei der Fussball-Weltmeisterschaft 2018. Das A-Nationalteam des Schweizerischen Fussballverbands nahm zum elften Mal an der Endrunde teil.

## Qualifikation
Die Mannschaft qualifizierte sich über die Qualifikationsspiele des europäischen Fussballverbandes UEFA für die Weltmeisterschaft in Russland.

### Spiele

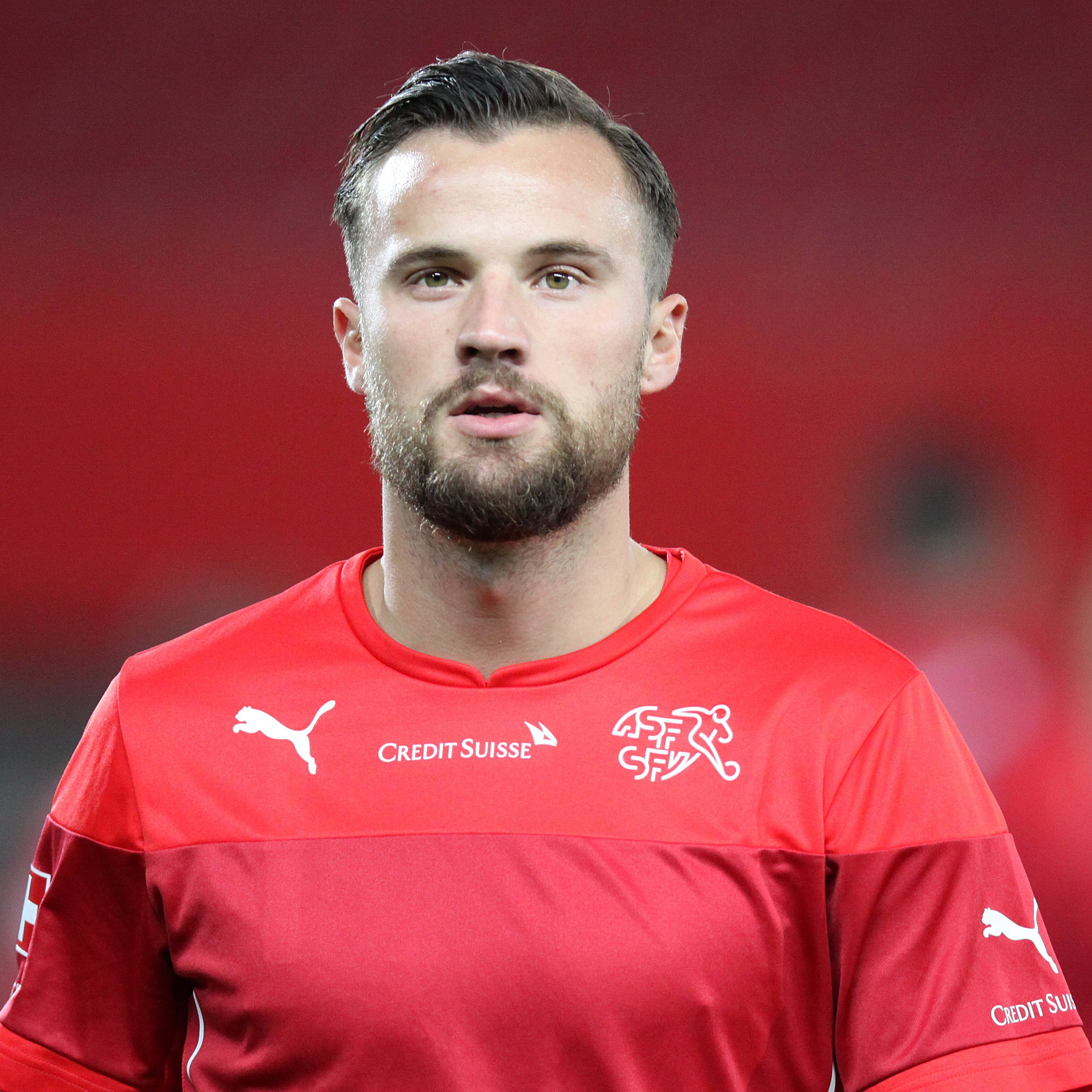
Haris Seferović, bester Schweizer Torschütze in der Qualifikation

Die Schweiz traf in der Gruppe B auf Europameister Portugal, Ungarn, die Färöer, Lettland und Andorra. In den zehn daraus entstandenen Begegnungen trug die Schweizer Mannschaft neun Siege davon, was ihr zuvor in einer WM-Qualifikation noch nicht gelungen war. Zudem stellten die Schweizer mit 23 Toren einen neuen Torrekord auf. Dennoch reichte dies nicht für die direkte Qualifikation, da das letzte entscheidende Spiel um den Gruppensieg gegen Portugal, in dem den Schweizern ein Remis gereicht hätte, mit 0:2 verloren wurde. Dabei unterlief Johan Djourou als einzigem Schweizer in der Qualifikation ein Eigentor, und den Schweizern gelang erstmals selber kein Tor. Da Portugal die bessere Tordifferenz hatte, zogen die Portugiesen am letzten Spieltag noch an den Schweizern vorbei, gegen die sie das erste Spiel mit 0:2 verloren hatten. Die Schweiz hatte aber als bester Gruppenzweiter noch die Chance, über die Playoffs der Gruppenzweiten das WM-Ticket zu buchen. Dabei trafen sie auf Nordirland und gewannen das erste Spiel in Belfast durch einen von Ricardo Rodríguez verwandelten umstrittenen Handspenalty mit 1:0. Den Penalty hielt selbst der ehemalige Schweizer Schiedsrichter Urs Meier für unberechtigt. Durch ein torloses Remis im Rückspiel qualifizierten sich die Schweizer dann für die WM-Endrunde.
Insgesamt setzte Nationaltrainer Vladimir Petković 29 Spieler ein, von denen 20 schon im Kader für die EM 2016 standen. Nur Haris Seferović kam in allen zwölf Spielen zum Einsatz. Auf elf Einsätze kamen Captain Stephan Lichtsteiner, Admir Mehmedi, Fabian Schär, Torhüter Yann Sommer und Granit Xhaka, der einmal aufgrund einer gelb-roten Karte, die er im ersten Spiel erhielt, im folgenden Spiel nicht eingesetzt werden konnte. Sein erstes Länderspiel bestritt Edimilson Fernandes am 13. November 2016 gegen die Färöer, der damit der einzige Neuling in einem Qualifikationsspiel war.
Bester Torschütze war Haris Seferović mit vier Toren. Je drei Tore erzielten Stephan Lichtsteiner und Ricardo Rodríguez, davon Letzterer zwei durch Penalty. Insgesamt steuerten 14 Spieler mindestens ein Tor bei.
| Datum      | Spielort         | Gastgeber |   | Gast     | Ergebnis  | Torschützen für die Schweiz                                                                |
| ---------- | ---------------- | --------- | - | -------- | --------- | ------------------------------------------------------------------------------------------ |
| 06.09.2016 | Basel            | Schweiz   | – | Portugal | 2:0 (2:0) | Breel Embolo (23.), Admir Mehmedi (30.)                                                    |
| 07.10.2016 | Budapest         | Ungarn    | – | Schweiz  | 2:3 (0:0) | Haris Seferović (51.), Ricardo Rodríguez (67.), Valentin Stocker (89.)                     |
| 10.10.2016 | Andorra la Vella | Andorra   | – | Schweiz  | 1:2 (0:1) | Fabian Schär (19./Penalty), Admir Mehmedi (77.)                                            |
| 13.11.2016 | Luzern           | Schweiz   | – | Färöer   | 2:0 (1:0) | Eren Derdiyok (27.), Stephan Lichtsteiner (83.)                                            |
| 25.03.2017 | Genf             | Schweiz   | – | Lettland | 1:0 (0:0) | Josip Drmić (66.)                                                                          |
| 09.06.2017 | Tórshavn         | Färöer    | – | Schweiz  | 0:2 (0:1) | Granit Xhaka (36.), Xherdan Shaqiri (59.)                                                  |
| 31.08.2017 | St. Gallen       | Schweiz   | – | Andorra  | 3:0 (1:0) | Haris Seferović (43., 62.) Stephan Lichtsteiner (68.)                                      |
| 03.09.2017 | Riga             | Lettland  | – | Schweiz  | 0:3 (0:1) | Haris Seferović (9.), Blerim Džemaili (54.), Ricardo Rodríguez (58./Penalty)               |
| 07.10.2017 | Basel            | Schweiz   | – | Ungarn   | 5:2 (3:0) | Granit Xhaka (18.), Fabian Frei (20.), Steven Zuber (43., 49.), Stephan Lichtsteiner (83.) |
| 10.10.2017 | Lissabon         | Portugal  | – | Schweiz  | 2:0 (1:0) |                                                                                            |

### Abschlusstabelle der Qualifikationsrunde
| Pl. | Mannschaft | Sp. | S | U | N | Tore    | Diff. | Punkte |
| --- | ---------- | --- | - | - | - | ------- | ----- | ------ |
| 1.  | Portugal   | 10  | 9 | 0 | 1 | 032:400 | +28   | 27     |
| 2.  | Schweiz    | 10  | 9 | 0 | 1 | 023:700 | +16   | 27     |
| 3.  | Ungarn     | 10  | 4 | 1 | 5 | 014:140 | ±0    | 13     |
| 4.  | Färöer     | 10  | 2 | 3 | 5 | 004:160 | −12   | 09     |
| 5.  | Lettland   | 10  | 2 | 1 | 7 | 007:180 | −11   | 07     |
| 6.  | Andorra    | 10  | 1 | 1 | 8 | 002:230 | −21   | 04     |

### Playoffspiele
| Datum      | Spielort | Gastgeber  |   | Gast       | Ergebnis  | Torschützen für die Schweiz      |
| ---------- | -------- | ---------- | - | ---------- | --------- | -------------------------------- |
| 09.11.2017 | Belfast  | Nordirland | – | Schweiz    | 0:1 (0:0) | Ricardo Rodríguez (58./Elfmeter) |
| 12.11.2017 | Basel    | Schweiz    | – | Nordirland | 0:0       |                                  |

## Vorbereitung
Zur Vorbereitung auf die WM wurden vier Freundschaftsspiele geplant. Der erste Zusammenzug war am 19. März 2018 in Zürich mit direkter Weiterreise nach Athen, anlässlich eines sechstägigen Trainingslagers und des Testspiels gegen Griechenland am 23. März. Am 27. März fand in der Swissporarena in Luzern das zweite Testspiel gegen den WM-Teilnehmer Panama statt. Die Schweiz feierte dabei einen ungefährdeten 6:0-Sieg, wobei sich mit Blerim Džemaili, Granit Xhaka, Breel Embolo, Steven Zuber, Josip Drmić und Fabian Frei sechs verschiedene Torschützen feiern lassen konnten.
Zwei Monate später fand vom 27. Mai bis 8. Juni 2018 ein weiteres Trainingslager in Lugano statt, während dem zwei weitere Testspiele absolviert wurden. In Villarreal trafen die Schweizer am 3. Juni 2018 mit Spanien auf einen weiteren WM-Teilnehmer (1:1). Fünf Tage später bestritt man in Lugano das letzte von vier Testspielen gegen Japan, das man mit 2:0 für sich entschied. Im Anschluss an das Trainingslager erfolgte die Abreise nach Russland, wo man in Toljatti (Toljatti Resort) das Quartier bezog. Die Trainings fanden jeweils im Stadion des russischen Drittligisten FK Lada Toljatti statt.
| Datum         | Gegner       | Ergebnis  | Spielort   | Schweizer Torschützen |
| ------------- | ------------ | --------- | ---------- | --- |
| 23. März 2018 | Griechenland | 1:0 (0:0) | Athen      | Blerim Džemaili (59.) |
| 27. März 2018 | Panama       | 6:0 (4:0) | Luzern     | Blerim Džemaili (22.), Granit Xhaka (31./Elfmeter), Breel Embolo (33.), Steven Zuber (39.), Josip Drmić (49.), Fabian Frei (68.) |
| 3. Juni 2018  | Spanien      | 1:1 (1:0) | Villarreal | Ricardo Rodríguez (62.) |
| 8. Juni 2018  | Japan        | 2:0 (1:0) | Lugano     | Ricardo Rodríguez (42./Elfmeter), Haris Seferović (82.)                                                                          |

Anmerkung: Kursiv gesetzte Mannschaften sind nicht für die WM qualifiziert.

## Kader
Valon Behrami ist der erste Schweizer, der zum vierten Mal an einer WM-Endrunde teilnimmt.
| 21 | Roman Bürki          | Borussia Dortmund        | 09  | 0  | 14. Nov. 1990 |   |   |   |  |   | 2014             | 0 | 0 |
| 12 | Yvon Mvogo           | RB Leipzig               | 0   | 0  | 6. Juni 1994  |   |   |   |  |   |                  |   |   |
| 1 | Yann Sommer          | Borussia Mönchengladbach | 035 | 0  | 17. Dez. 1988 | 4 |   |   |  |   | 2014             | 0 | 0 |
| Abwehr |                      |                          |     |    |               |   |   |   |  |   |                  |   |   |
| 5 | Manuel Akanji        | Borussia Dortmund        | 07  | 0  | 19. Juli 1995 | 4 |   |   |  |   |                  |   |   |
| 20 | Johan Djourou        | Antalyaspor              | 074 | 02 | 18. Jan. 1987 | 1 |   |   |  |   | 2006, 2014       | 7 | 0 |
| 4 | Nico Elvedi          | Borussia Mönchengladbach | 06  | 0  | 30. Sep. 1996 |   |   |   |  |   |                  |   |   |
| 6 | Michael Lang         | FC Basel                 | 024 | 02 | 8. Feb. 1991  | 3 |   |   |  | 1 | 2014             | 1 | 0 |
| 2 | Stephan Lichtsteiner | Juventus TurinD          | 100 | 08 | 16. Jan. 1984 | 3 |   | 2 |  |   | 2010, 2014       | 7 | 0 |
| 3 | François Moubandje   | FC ToulouseR             | 018 | 0  | 21. Juni 1990 |   |   |   |  |   |                  |   |   |
| 13 | Ricardo Rodríguez    | AC Mailand               | 053 | 05 | 25. Aug. 1992 | 4 |   |   |  |   | 2014             | 4 | 0 |
| 22 | Fabian Schär         | Deportivo La Coruña↓     | 039 | 07 | 20. Dez. 1991 | 3 |   | 2 |  |   | 2014             | 2 | 0 |
| Mittelfeld und Angriff |                      |                          |     |    |               |   |   |   |  |   |                  |   |   |
| 11 | Valon Behrami        | Udinese Calcio           | 079 | 02 | 19. Apr. 1985 | 4 |   | 2 |  |   | 2006, 2010, 2014 | 6 | 0 |
| 19 | Josip Drmić          | Borussia Mönchengladbach | 029 | 09 | 8. Aug. 1992  | 3 | 1 |   |  |   | 2014             | 4 | 0 |
| 15 | Blerim Džemaili      | FC Bologna               | 065 | 10 | 12. Apr. 1986 | 4 | 1 |   |  |   | 2006, 2014       | 4 | 0 |
| 7 | Breel Embolo         | FC Schalke 04            | 025 | 03 | 14. Feb. 1997 | 4 |   |   |  |   |                  |   |   |
| 16 | Gelson Fernandes     | Eintracht FrankfurtP     | 067 | 02 | 2. Sep. 1986  |   |   |   |  |   | 2010, 2014       | 4 | 1 |
| 8 | Remo Freuler         | Atalanta Bergamo         | 010 | 0  | 15. Apr. 1992 |   |   |   |  |   |                  |   |   |
| 18 | Mario Gavranović     | Dinamo ZagrebM           | 014 | 05 | 24. Nov. 1989 | 2 |   |   |  |   | 2014             | 0 | 0 |
| 9 | Haris Seferović      | Benfica Lissabon         | 051 | 12 | 22. Feb. 1992 | 3 |   |   |  |   | 2014             | 4 | 1 |
| 23 | Xherdan Shaqiri      | Stoke City↓              | 070 | 20 | 10. Okt. 1991 | 4 | 1 | 1 |  |   | 2010, 2014       | 5 | 3 |
| 10 | Granit Xhaka         | FC Arsenal               | 062 | 09 | 27. Sep. 1992 | 4 | 1 | 1 |  |   | 2014             | 4 | 1 |
| 17 | Denis Zakaria        | Borussia Mönchengladbach | 010 | 0  | 20. Nov. 1996 | 2 |   | 1 |  |   |                  |   |   |
| 14 | Steven Zuber         | TSG 1899 Hoffenheim      | 012 | 03 | 17. Aug. 1991 | 3 | 1 |   |  |   |                  |   |   |
| Trainerstab |                      |                          |     |    |               |   |   |   |  |   |                  |   |   |
| | Vladimir Petković    | Trainer                  |     |    | 15. Aug. 1963 | 4 |   |   |  |   |                  |   |   |
| Italien | Antonio Manicone     | Trainerassistent         |     |    | 27. Okt. 1966 |   |   |   |  |   |                  |   |   |
| | Patrick Foletti      | Torhütertrainer          |     |    | 27. Mai 1974  |   |   |   |  |   |                  |   |   |
| | Oliver Riedwyl       | Konditionstrainer        |     |    | 26. Juli 1975 |   |   |   |  |   |                  |   |   |
| (*) angegeben sind nur die Spiele und Tore, die vor Beginn der Weltmeisterschaft absolviert bzw. erzielt wurden. (Quelle: Spielerliste / Liste de joueurs A - Nationalteam / Sélection nationale A FIFA WORLD CUP RUSSIA 2018, aktualisiert nach den Spielen gegen Spanien und Japan) |                      |                          |     |    |               |   |   |   |  |   |                  |   |   |
| 1. 2. 3. |                      |                          |     |    |               |   |   |   |  |   |                  |   |   |

## Gruppenauslosung
Für die Auslosung der Qualifikationsgruppen am 1. Dezember war die Schweiz dem Topf 2 zugeordnet und hätte daher in eine Gruppe mit Deutschland, Brasilien, Argentinien oder Gastgeber Russland gelost werden können. Die Schweiz traf in der Gruppe E auf Brasilien, Serbien und Costa Rica. Auf Brasilien traf die Schweiz bisher erst einmal bei einem WM-Turnier: 1950 trennten sich beide im ersten Aufeinandertreffen in der Vorrunde 2:2. Danach gab es noch sieben Freundschaftsspiele, von denen die Schweizer zwei gewannen, u. a. das letzte Spiel im August 2013. Drei Spiele wurden verloren, zwei endeten remis. Gegen Costa Rica gab es bisher nur zwei Freundschaftsspiele, von denen jede Mannschaft eins gewann. Auf die Serben trafen die Schweizer bei dieser WM zum ersten Mal, gegen deren Vorgänger Jugoslawien verlor die Schweiz in der Vorrunde der WM 1950 mit 0:3 in ihrem ersten Länderspiel ausserhalb Europas. Von insgesamt 13 Spielen gegen Jugoslawien konnte die Schweiz nur zwei gewinnen, fünf endeten remis und sechs wurden verloren. In allen drei Gruppenspielorten hat die Schweiz noch nicht gespielt.

## Gruppenphase
In der ersten Runde gegen Brasilien hatte Brasiliens Paulinho in der 11. Minute die erste grosse Chance, nachdem Schär den Ball im Fünfmeterraum unfreiwillig auf ihn abgelegt hatte. In der 20. Minute schoss Coutinho mit einem unhaltbaren Fernschuss das 1:0. Die Schweiz, die in der 1. Halbzeit kaum Torchancen hatte, kam zu Beginn der zweiten Halbzeit nach einem Eckball zum Ausgleich: Zuber verschaffte sich im Fünfmeterraum Platz gegen seinen Mitspieler Miranda und köpfte zum 1:1 ein. In den letzten Minuten der Partie hatte Brasilien noch einige Möglichkeiten, doch es blieb bei einem Unentschieden, mit dem die Eidgenossen zufrieden sein durften.
Nachdem in der zweiten Runde Brasilien Costa Rica bezwungen und nun vier Punkte auf dem Konto hatte, befand sich die Schweizer Nationalmannschaft etwas unter Zugzwang, die serbische auch, daher war das Spiel entsprechend intensiv. In der fünften Minute köpfte Mitrović ins Schweizer Tor ein. In der Folge war es auch Serbien, das mehrere Chancen hatte, während es der Nati an Durchschlagskraft fehlte, abgesehen davon, dass Džemaili mehrere grosse Chancen hatte. In der zweiten Halbzeit traf Xhaka in der 52. Minute für die Schweiz mit einem Weitschuss zum Ausgleich. Nach dieser Schweizer Druckphase wurde Serbien wieder spielbeherrschend. In der Schlussphase suchten beide Mannschaften das Tor, wobei die Schweiz mehr Zug entwickelte. Ein Konter in der 90. Minute sorgte dann für den Siegestreffer der Schweiz, eingeleitet durch einen weiten Pass von Gavranović auf Shaqiri.
Nachdem die Schweizer Spieler Xhaka, Shaqiri und Lichtsteiner auf dem Platz mit ihren Händen einen Doppeladler geformt hatten, der ein Symbol der Flagge Albaniens darstellt, wurde ihnen von der FIFA im Rahmen eines Disziplinarverfahrens eine Geldstrafe auferlegt, Xhaka und Shaqiri mit je 10'000 Franken, Lichtsteiner mit 5000 Franken. Der serbische Verband hingegen musste 54'000 Franken für «diskriminierende Banner» und Schlachtrufe durch die Fans bezahlen, ihr Trainer Krstajić bekam eine Strafe von über 5000 Franken auf Grund deplatzierter Aussagen gegenüber dem Referee.
| Pl. | Land       | Sp. | S | U | N | Tore    | Diff. | Punkte |
| --- | ---------- | --- | - | - | - | ------- | ----- | ------ |
| 1.  | Brasilien  | 3   | 2 | 1 | 0 | 005:100 | +4    | 07     |
| 2.  | Schweiz    | 3   | 1 | 2 | 0 | 005:400 | +1    | 05     |
| 3.  | Serbien    | 3   | 1 | 0 | 2 | 002:400 | −2    | 03     |
| 4.  | Costa Rica | 3   | 0 | 1 | 2 | 002:500 | −3    | 01     |
|     |            |     |   |   |   |         |       |        |

| So., 17. Juni 2018, 21:00 Uhr (20:00 Uhr MESZ) in Rostow am Don    |   |            |           |                           |
| Brasilien                                                          | – | Schweiz    | 1:1 (1:0) | 50.′ Zuber                |
| Fr., 22. Juni 2018, 20:00 Uhr (MESZ) in Kaliningrad                |   |            |           |                           |
| Serbien                                                            | – | Schweiz    | 1:2 (1:0) | 52.′ Xhaka, 90.′ Shaqiri  |
| Mi., 27. Juni 2018, 21:00 Uhr (20:00 Uhr MESZ) in Nischni Nowgorod |   |            |           |                           |
| Schweiz                                                            | – | Costa Rica | 2:2 (1:0) | 31.′ Džemaili, 88.′ Drmić |

## K.-o.-Runde

### Achtelfinal
| Di., 3. Juli 2018, 17:00 Uhr (16:00 Uhr MESZ) in Sankt Petersburg |   |         |           |
| Schweden                                                          | – | Schweiz | 1:0 (0:0) |